# Associazione Calcio Prato 1949-1950
Questa voce raccoglie le informazioni riguardanti l'Associazione Calcio Prato nelle competizioni ufficiali della stagione 1949-1950.

## Rosa
| N. |                   | Ruolo | Calciatore           |
| -- | ----------------- | ----- | -------------------- |
|    | Italia (bandiera) | D     | Moreno Cambi         |
|    | Italia (bandiera) | A     | Rinaldo Cappellini   |
|    | Italia (bandiera) | C     | Giuseppe Carissimi   |
|    | Italia (bandiera) | C     | Loris Ciardi         |
|    | Italia (bandiera) | D     | Giovanni Clocchiatti |
|    | Italia (bandiera) | A     | Emilio Ferrari       |
|    | Italia (bandiera) | C     | Mario Genta          |
|    | Italia (bandiera) | A     | Oreste Guaraldo      |
|    | Italia (bandiera) | D     | Manrico Guerrieri    |
|    | Italia (bandiera) | C     | Francesco Lamberti   |
|    | Italia (bandiera) | C     | Renato Melzi         |
|    | Italia (bandiera) | A     | Danilo Michelini     |
|    | Italia (bandiera) | A     | Mario Nesti          |

| N. |                     | Ruolo | Calciatore         |
| -- | ------------------- | ----- | ------------------ |
|    | Italia (bandiera)   | A     | Gaspare Parvis     |
|    | Italia (bandiera)   | A     | Rolando Pieraccini |
|    | Italia (bandiera)   | A     | Mauro Rosati       |
|    | Italia (bandiera)   | C     | Ruggero Salar      |
|    | Italia (bandiera)   | D     | Rolando Seghieri   |
|    | Italia (bandiera)   | C     | Renato Tarzioli    |
|    | Italia (bandiera)   | P     | Osvaldo Tesi       |
|    | Italia (bandiera)   | D     | Ottaviano Toso     |
|    | Italia (bandiera)   | A     | Pio Trasmondi      |
|    | Italia (bandiera)   | C     | Mario Vannini      |
|    | Italia (bandiera)   | D     | Mario Vestri       |
|    | Ungheria (bandiera) | A     | János Zorgo        |

## Risultati

### Campionato

#### Girone di andata
| 11 settembre 1949 1ª giornata | Prato | 1 – 3 | Arsenaltaranto |  |

| 18 settembre 1949 2ª giornata | Siracusa | 5 – 0 | Prato |  |

| 25 settembre 1949 3ª giornata | Napoli | 3 – 1 | Prato |  |

| 2 ottobre 1949 4ª giornata | Prato | 1 – 0 | Reggiana |  |

| 9 ottobre 1949 5ª giornata | Prato | 2 – 1 | Verona |  |

| 16 ottobre 1949 6ª giornata | Udinese | 1 – 0 | Prato |  |

| 23 ottobre 1949 7ª giornata | Brescia | 5 – 0 | Prato |  |

| 30 ottobre 1949 8ª giornata | Prato | 2 – 1 | Empoli |  |

| 6 novembre 1949 9ª giornata | Modena | 5 – 1 | Prato |  |

| 6 dicembre 1998 10ª giornata | Prato | 3 – 1 | Alessandria |  |

| 20 novembre 1949 11ª giornata | Vicenza | 1 – 1 | Prato |  |

| 27 novembre 1949 12ª giornata | Prato | 4 – 3 | Livorno |  |

| 4 dicembre 1949 13ª giornata | Pro Sesto | 2 – 0 | Prato |  |

| 30 settembre 1951 14ª giornata | Prato | 0 – 0 | Cremonese |  |

| 11 dicembre 1949 15ª giornata | Pisa | 5 – 2 | Prato |  |

| 18 dicembre 1949 16ª giornata | Legnano | 5 – 1 | Prato |  |

| 20 ottobre 1968 17ª giornata | Prato | 2 – 2 | Fanfulla |  |

| 1º gennaio 1950 18ª giornata | Salernitana | 1 – 0 | Prato |  |

| 8 gennaio 1950 19ª giornata | Prato | 1 – 2 | Spezia |  |

| 15 gennaio 1950 20ª giornata | Catania | 3 – 3 | Prato |  |

| 22 gennaio 1950 21ª giornata | Prato | 3 – 3 | SPAL |  |

#### Girone di ritorno
| 29 gennaio 1950 22ª giornata | Arsenaltaranto | 2 – 1 | Prato |  |

| 5 febbraio 1950 23ª giornata | Prato | 1 – 2 | Siracusa |  |

| 12 febbraio 1950 24ª giornata | Prato | 1 – 0 | Napoli |  |

| 19 febbraio 1950 25ª giornata | Reggiana | 2 – 2 | Prato |  |

| 26 febbraio 1950 26ª giornata | Verona | 6 – 2 | Prato |  |

| 12 marzo 1950 27ª giornata | Prato | 1 – 1 | Udinese |  |

| 19 marzo 1950 28ª giornata | Prato | 4 – 0 | Brescia |  |

| 26 marzo 1950 29ª giornata | Empoli | 3 – 1 | Prato |  |

| 2 aprile 1950 30ª giornata | Prato | 0 – 1 | Modena |  |

| 9 aprile 1950 31ª giornata | Alessandria | 1 – 1 | Prato |  |

| 16 aprile 1950 32ª giornata | Prato | 0 – 0 | Vicenza |  |

| 23 aprile 1950 33ª giornata | Livorno | 3 – 1 | Prato |  |

| 30 aprile 1950 34ª giornata | Prato | 4 – 1 | Pro Sesto |  |

| 7 maggio 1950 35ª giornata | Cremonese | 3 – 1 | Prato |  |

| 14 maggio 1950 36ª giornata | Prato | 0 – 0 | Pisa |  |

| 21 maggio 1950 37ª giornata | Prato | 3 – 4 | Legnano |  |

| 28 maggio 1950 38ª giornata | Fanfulla | 2 – 1 | Prato |  |

| 4 giugno 1950 39ª giornata | Prato | 1 – 3 | Salernitana |  |

| 11 giugno 1950 40ª giornata | Spezia | 5 – 1 | Prato |  |

| 18 giugno 1950 41ª giornata | Prato | 0 – 1 | Catania |  |

| 25 giugno 1950 42ª giornata | SPAL | 5 – 1 | Prato |  |

## Statistiche

### Statistiche di squadra
| Competizione | Punti | In casa | In casa | In casa | In casa | In casa | In casa | In trasferta | In trasferta | In trasferta | In trasferta | In trasferta | In trasferta | Totale | Totale | Totale | Totale | Totale | Totale | DR  |
| Competizione | Punti | G       | V       | N       | P       | Gf      | Gs      | G            | V            | N            | P            | Gf           | Gs           | G      | V      | N      | P      | Gf     | Gs     | DR  |
| ------------ | ----- | ------- | ------- | ------- | ------- | ------- | ------- | ------------ | ------------ | ------------ | ------------ | ------------ | ------------ | ------ | ------ | ------ | ------ | ------ | ------ | --- |
| Serie B      | 26    | 21      | 8       | 6       | 7       | 34      | 29      | 21           | 0            | 4            | 17           | 21           | 68           | 42     | 8      | 10     | 24     | 55     | 97     | -42 |

### Statistiche dei giocatori
| Giocatore      | Serie B  | Serie B |
| Giocatore      | Presenze | Reti    |
| -------------- | -------- | ------- |
| M. Cambi       | 39       | 1       |
| R. Cappellini  | 29       | 9       |
| G. Carissimi   | 17       | 0       |
| L. Ciardi      | 5        | 0       |
| G. Clocchiatti | 13       | 3       |
| E. Ferrari     | 28       | 5       |
| M. Genta       | 6        | 1       |
| O. Guaraldo    | 13       | 1       |
| M. Guerrieri   | 33       | 0       |
| F. Lamberti    | 31       | 1       |
| R. Melzi       | 10       | 0       |
| D. Michelini   | 25       | 11      |
| M. Nesti       | 17       | 2       |
| G. Parvis      | 26       | 7       |
| R. Pieraccini  | 7        | 0       |
| M. Rosati      | 7        | 0       |
| R. Salar       | 21       | 0       |
| R. Seghieri    | 2        | 0       |
| R. Tarzioli    | 20       | 0       |
| O. Tesi        | 42       | -97     |
| O. Toso        | 13       | 3       |
| P. Trasmondi   | 21       | 5       |
| M. Vannini     | 6        | 0       |
| M. Vestri      | 2        | 0       |
| J. Zorgo       | 29       | 4       |